# Футбольные рекорды в России
В этой статье приведены рекорды и статистика чемпионата России по футболу, основанного в 1992 году после распада СССР.

## Рекорды чемпионата
- Наибольшее количество побед в сезоне: 23, «Спартак» (2000)
- Наименьшее количество поражений в сезоне: 1, «Спартак» (1994)
- Наибольшее количество очков, набранных по итогам сезона:
  - в 44-матчевом сезоне: 88, «Зенит» (2011/12);
  - в 34-матчевом сезоне: 73, «Спартак» (1997);
  - в 30-матчевом сезоне: 72, «Спартак» (1999), «Зенит» (2019/20)
- Наименьшее количество очков, набранных по итогам сезона: 8, «Тюмень» (1998)
- Наибольшее количество голов, забитых командой в сезоне:
  - в 44-матчевом сезоне: 85, «Зенит» (2011/12);
  - в 34-матчевом сезоне: 81, «Спартак» (1993);
  - в 30-матчевом сезоне: 76, «Зенит» (2020/21)
- Наименьшее количество голов, забитых командой в сезоне: 13, «Анжи» (2018/19)
- Наибольшее количество пропущенных мячей в сезоне: 89, «Тюмень» (1998)
- Наименьшее количество пропущенных мячей в сезоне: 14, «Локомотив» (2002)
- Наибольшее количество пробитых командой пенальти в сезоне: 15, «Ростов» (2022/23)[1]
- Самая крупная домашняя победа:
  - 9:0, «Локомотив» — «Уралан» (3 ноября 2000 года);
  - 10:1, «Сочи» — «Ростов» (19 июня 2020 года)
- Самая крупная победа на выезде:
  - 2:8, «Уралмаш» — «Спартак» (17 июля 1993 года);
  - 1:7, «Ахмат» — «Балтика» (13 апреля 2024 года);
  - 0:6 «Динамо-Газовик» — «Спартак» (22 октября 1995 года), «Тюмень» — «Спартак» (5 июля 1998 года), «Томь» — «Ростов» (3 марта 2017 года)
- Наибольшее количество забитых мячей в одном матче: 11
  - 8:3, «Асмарал» — «Зенит» (6 августа 1992 года);
  - 10:1, «Сочи» — «Ростов» (19 июня 2020 года)

### Титулы
- Наибольшее число титулов: 10
  - Спартак М (1992, 1993, 1994, 1996, 1997, 1998, 1999, 2000, 2001, 2016/17)[2];
  - Зенит (2007, 2010, 2011/12, 2014/15, 2018/19, 2019/20, 2020/21, 2021/22, 2022/23, 2023/24)
- Наибольшее число титулов подряд: 6
  - Спартак М (1996, 1997, 1998, 1999, 2000, 2001)[2];
  - Зенит (2018/19, 2019/20, 2020/21, 2021/22, 2022/23, 2023/24)

### Серии
- Рекордная победная серия: 13, ЦСКА (2014, сезоны 2013/14 – 2014/15)[3]
- Рекордная домашняя победная серия: 16, Спартак М (1995 — 1996)[4][5]
- Рекордная гостевая победная серия: 8, ЦСКА (1998 — 1999, 2002 — 2003)[6]
- Рекордная серия без поражений: 27, Локомотив М (18-9-0, 2004 — 2005)[6]
- Рекордная серия без ничьих: 27, Спартак М (21-0-6, 2000)[6]
- Рекордная ничейная серия: 7, Динамо М (1998)[6]
- Рекордная серия без побед: 24, Ростов (0-10-14, 2007)[6]
- Рекордная проигрышная серия: 18, Тюмень (1998)

### Игроки
- Наибольшее количество золотых медалей: 9, Дмитрий Ананко (1992, 1993, 1994, 1996, 1997, 1998, 1999, 2000, 2001)
- Наибольшее количество матчей: 590, Игорь Акинфеев (31 мая 2003 — 6 апреля 2025)[7]
- Наибольшее количество сезонов в чемпионатах России: 22, Игорь Акинфеев (2003 — 2024/25)[8]
- Самый длительный промежуток времени, в течение которого вратарь не пропускал мячей в свои ворота: 10 матчей (988 минут), Никита Медведев («Ростов», сезон 2016/17)
- Наибольшее количество «сухих матчей» в сезоне: 20, Сергей Овчинников (вратарь «Локомотива», сезон 2002)
- Наибольшее количество сухих матчей: 257, Игорь Акинфеев[9]
- Наибольшее число голов в чемпионатах: 167, Артем Дзюба[10]
- Наибольшее количество игр среди легионеров: 369,  Дейвидас Шемберас
- Наибольшее число голов в чемпионатах среди легионеров: 94, Квинси Промес[11]
- Наибольшее число голевых передач в чемпионатах: 155, Дмитрий Лоськов[8] (по другим данным — 135, также рекорд)[12]
- Наибольшее количество очков по системе «гол+пас» в чемпионатах: 268 (167+101), Артем Дзюба
- Наибольшее число голов за календарный сезон: 25, Олег Веретенников (1995)
- Самый возрастной футболист, выступавший в чемпионате России: Анатолий Давыдов (защитник «Зенита», 43 года и 295 дней), матч «Зенит» — «Черноморец» (3 сентября 1997 года)
- Самый возрастной футболист, забивший гол в чемпионате России: Игорь Лебеденко (нападающий «Торпедо», 39 лет и 282 дня), матч «Краснодар» — «Торпедо» (5 марта 2023 года)
- Самый молодой футболист, выступавший в чемпионате России: Алексей Ребко (полузащитник «Спартака», 16 лет и 78 дней), матч «Спартак» — «Зенит» (10 июля 2002 года)[13]
- Самый молодой футболист, забивший гол в чемпионате России: Джано Ананидзе (полузащитник «Спартака», 17 лет и 8 дней), матч «Спартак» — «Локомотив» (18 октября 2009 года)[14]